# Edifici al carrer Fluvià, 17 (Guissona)
Edifici al carrer Fluvià, 17 és una obra de Guissona (Segarra) protegida com a Bé Cultural d'Interès Local.

## Descripció
Edifici de pedra de quatre plantes. La planta baixa és una obertura d'arc rebaixat en tota la seva totalitat, destinada a ús comercial. Fusta, vidre i vitralls amb formes sinuoses tanquen aquest buit de façana. Les dues plantes repeteixen un mateix esquema compositiu, tres portes balconeres amb un balcó corregut de forja decorat amb motius florals, que ocupa la totalitat de la façana. L'última planta està formada per sis finestres amb arc de mig punt coronades per un ràfec de fusta.
(Text procedent del POUM)